# 세계의 명화
《세계의 명화》는 매주 토요일 밤 10시 45분에 방송하는 한국교육방송공사의 시네마 전문 텔레비전 프로그램이다.

## 기획 의도
세계의 영화를 소개하는 시네마 전문 텔레비전 프로그램이다.

## 방송 시간
방송 시간은 영화 상영 시간에 따라 무작위로 달라질 수도 있음
| 방송 기간                           | 방송 시간                               |
| ----------------------------------- | --------------------------------------- |
| 1995년 3월 5일 ~ 1996년 3월 3일     | 매주 일요일 낮 12:00 ~ 무작위           |
| 1996년 3월 10일 ~ 1996년 9월 1일    | 매주 일요일 낮 1:50 ~ 무작위            |
| 1996년 9월 8일 ~ 1997년 9월 7일     | 매주 일요일 낮 2:00 ~ 무작위            |
| 1997년 9월 14일 ~ 1998년 3월 1일    | 매주 일요일 낮 2:20 ~ 무작위            |
| 1998년 3월 8일 ~ 1998년 8월 30일    | 매주 일요일 낮 2:10 ~ 무작위            |
| 1998년 9월 5일 ~ 1999년 2월 27일    | 매주 토요일 밤 10:10 ~ 무작위           |
| 1999년 3월 6일 ~ 2000년 9월 30일    | 매주 토요일 밤 10:35 ~ 무작위           |
| 2000년 10월 7일 ~ 2001년 3월 31일   | 매주 토요일 밤 9:00 ~ 무작위            |
| 2001년 4월 7일 ~ 2001년 6월 9일     | 매주 토요일 밤 10:00 ~ 무작위           |
| 2001년 9월 1일 ~ 2004년 2월 28일    | 매주 토요일 밤 10:00 ~ 무작위           |
| 2001년 6월 16일 ~ 2001년 8월 25일   | 매주 토요일 밤 9:45 ~ 무작위            |
| 2023년 4월 8일 ~ 5월 6일            | 매주 토요일 밤 9:45 ~ 무작위            |
| 2004년 3월 6일 ~ 2004년 8월 28일    | 매주 토요일 밤 11:10 ~ 무작위           |
| 2004년 9월 12일 ~ 2004년 12월 12일  | 매주 일요일 새벽 12:00 ~ 무작위         |
| 2004년 12월 18일 ~ 2005년 1월 15일  | 매주 토요일 밤 11:50 ~ 무작위           |
| 2005년 1월 22일 ~ 2005년 2월 26일   | 매주 토요일 밤 11:00 ~ 무작위           |
| 2006년 3월 4일 ~ 2008년 2월 23일    | 매주 토요일 밤 11:00 ~ 무작위           |
| 2009년 8월 29일 ~ 2013년 8월 31일   | 매주 토요일 밤 11:00 ~ 무작위           |
| 2013년 9월 14일 ~ 2015년 2월 14일   | 매주 토요일 밤 11:00 ~ 무작위           |
| 2015년 2월 28일                     | 매주 토요일 밤 11:00 ~ 무작위           |
| 2005년 3월 5일 ~ 2005년 5월 7일     | 매주 토요일 밤 11:45 ~ 무작위           |
| 2016년 3월 5일 ~ 2016년 8월 20일    | 매주 토요일 밤 11:45 ~ 무작위           |
| 2005년 5월 14일 ~ 2005년 8월 27일   | 매주 토요일 밤 11:40 ~ 무작위           |
| 2017년 3월 4일 ~ 2017년 4월 22일    | 매주 토요일 밤 11:40 ~ 무작위           |
| 2020년 4월 4일 ~ 2020년 6월 6일     | 매주 토요일 밤 11:40 ~ 무작위           |
| 2005년 9월 10일 ~ 2006년 2월 25일   | 매주 토요일 밤 11:30 ~ 무작위           |
| 2008년 3월 1일 ~ 2008년 3월 29일    | 매주 토요일 밤 11:20 ~ 무작위           |
| 2008년 4월 5일 ~ 2008년 8월 23일    | 매주 토요일 밤 11:25 ~ 무작위           |
| 2013년 9월 7일                      | 매주 토요일 밤 11:25 ~ 무작위           |
| 2008년 8월 30일 ~ 2005년 1월 15일   | 매주 토요일 밤 11:25 ~ 무작위           |
| 2008년 9월 6일                      | 매주 토요일 밤 12:20 ~ 무작위           |
| 2008년 10월 25일                    | 매주 토요일 밤 12:20 ~ 무작위           |
| 2008년 11월 15일 ~ 2008년 11월 22일 | 매주 토요일 밤 12:20 ~ 무작위           |
| 2008년 9월 21일 ~ 2008년 10월 19일  | 매주 일요일 새벽 12:30 ~ 무작위         |
| 2008년 11월 1일                     | 매주 일요일 새벽 12:30 ~ 무작위         |
| 2008년 11월 9일                     | 매주 일요일 새벽 12:15 ~ 무작위         |
| 2008년 11월 30일                    | 매주 일요일 새벽 12:40 ~ 무작위         |
| 2008년 12월 6일 ~ 2009년 2월 21일   | 매주 토요일 밤 11:35 ~ 무작위           |
| 2009년 2월 28일 ~ 2009년 8월 22일   | 매주 토요일 밤 11:10 ~ 무작위           |
| 2015년 2월 21일                     | 매주 토요일 밤 11:10 ~ 무작위           |
| 2015년 3월 7일 ~ 2016년 2월 27일    | 매주 토요일 밤 11:05 ~ 무작위           |
| 2016년 9월 3일 ~ 2017년 2월 25일    | 매주 토요일 밤 10:45 ~ 무작위           |
| 2024년 9월 14일 ~ 현재              | 매주 토요일 밤 10:45 ~ 무작위           |
| 2017년 4월 29일 ~ 2018년 1월 27일   | 매주 토요일 밤 10:55 ~ 무작위           |
| 2018년 2월 10일 ~ 2019년 8월 17일   | 매주 토요일 밤 10:55 ~ 무작위           |
| 2018년 2월 3일                      | 매주 토요일 밤 11:40 ~ 무작위           |
| 2019년 9월 28일 ~ 2020년 3월 28일   | 매월 마지막주 토요일 새벽 1:05 ~ 무작위 |
| 2020년 6월 13일 ~ 2020년 8월 15일   | 매주 토요일 밤 10:40 ~ 무작위           |
| 2024년 6월 15일 ~ 2024년 9월 7일    | 매주 토요일 밤 10:40 ~ 무작위           |
| 2020년 8월 29일 ~ 2022년 8월 20일   | 매주 토요일 밤 10:50 ~ 무작위           |
| 2022년 9월 3일 ~ 2023년 4월 1일     | 매주 토요일 밤 9:40 ~ 무작위            |
| 2023년 5월 13일 ~ 2024년 6월 8일    | 매주 토요일 밤 10:35 ~ 무작위           |

## 에피소드 목록

### 2013년
| 회차 | 방송일    | 제목 (원제)               | 제목 (원제)                     | 비고           |
| ---- | --------- | ------------------------- | ------------------------------- | -------------- |
|      | 1월 5일   | 철십자 훈장               | 토요일 밤 11:00 ~ 1:15 (135분)  |                |
|      | 1월 12일  | 브레이브하트              | 토요일 밤 11:00 ~ 2:00 (180분)  |                |
|      | 1월 19일  | 의뢰인                    | 토요일 밤 11:00 ~ 1:00 (120분)  |                |
|      | 1월 26일  | 타인의 삶                 | 토요일 밤 11:00 ~ 1:20 (140분)  |                |
|      | 2월 2일   | 브로드캐스트 뉴스         | 토요일 밤 11:00 ~ 1:15 (115분)  |                |
|      | 2월 16일  | 허트 로커                 | 토요일 밤 11:00 ~ 1:10 (130분)  |                |
|      | 2월 23일  | 소피의 선택               | 토요일 밤 11:00 ~ 1:30 (150분)  |                |
|      | 3월 2일   | 파인딩 포레스터           | 토요일 밤 11:00 ~ 1:15 (135분)  |                |
|      | 3월 9일   | 피아니스트                | 토요일 밤 11:00 ~ 1:30 (150분)  |                |
|      | 3월 16일  | 처음 만나는 자유          | 토요일 밤 11:00 ~ 1:10 (130분)  |                |
|      | 3월 23일  | 여행자                    | 토요일 밤 11:00 ~ 1:05 (125분)  |                |
|      | 3월 30일  | 순수의 시대               | 토요일 밤 11:00 ~ 1:15 (135분)  |                |
|      | 4월 6일   | 월 스트리트               | 토요일 밤 11:00 ~ 1:05 (125분)  |                |
|      | 4월 13일  | 타임 투 킬                | 토요일 밤 11:00 ~ 1:30 (150분)  |                |
|      | 4월 20일  | 인 어 베러 월드           | 토요일 밤 11:00 ~ 12:55 (115분) |                |
|      | 4월 27일  | 델리 카트슨 사람들        | 토요일 밤 11:00 ~ 12:50 (100분) |                |
|      | 5월 4일   | 미션                      | 토요일 밤 11:00 ~ 1:05 (125분)  |                |
|      | 5월 11일  | 영광의 깃발               | 토요일 밤 11:00 ~ 1:05 (125분)  |                |
|      | 5월 18일  | 르 아브르                 | 토요일 밤 11:00 ~ 12:35 (95분)  |                |
|      | 5월 25일  | 사랑도 통역이 되나요?     | 토요일 밤 11:00 ~ 12:45 (105분) |                |
|      | 6월 1일   | 어톤먼트                  | 토요일 밤 11:00 ~ 1:05 (125분)  |                |
|      | 6월 8일   | 스탠 바이 미              | 토요일 밤 11:00 ~ 12:30 (90분)  |                |
|      | 6월 15일  | 해리슨의 꽃               | 토요일 밤 11:00 ~ 1:10 (130분)  |                |
|      | 6월 22일  | 슬럼독 밀리어네어         | 토요일 밤 11:00 ~ 1:00 (120분)  |                |
|      | 6월 29일  | U-571                     | 토요일 밤 11:00 ~ 12:55 (115분) |                |
|      | 7월 6일   | 미드나잇 인 파리          | 토요일 밤 11:00 ~ 12:35 (95분)  |                |
|      | 7월 13일  | 골든 에이지               | 토요일 밤 11:00 ~ 12:55 (115분) |                |
|      | 7월 20일  | 카게무샤                  | 토요일 밤 11:00 ~ 1:40 (160분)  |                |
|      | 7월 27일  | 그림자 군단               | 토요일 밤 11:00 ~ 1:20 (140분)  |                |
|      | 8월 3일   | 평결                      | 토요일 밤 11:00 ~ 1:10 (130분)  |                |
|      | 8월 10일  | 더 복서                   | 토요일 밤 11:00 ~ 12:55 (115분) |                |
|      | 8월 17일  | 모 베터 블루스            | 토요일 밤 11:00 ~ 1:10 (130분)  |                |
|      | 8월 24일  | 카운터페이터              | 토요일 밤 11:00 ~ 12:40 (100분) |                |
|      | 8월 31일  | 자전거 탄 소년            | 토요일 밤 11:00 ~ 12:30 (90분)  |                |
|      | 9월 7일   | 플라이트 93               | 토요일 밤 11:25 ~ 1:15 (110분)  |                |
|      | 9월 14일  | 체인질링                  | 토요일 밤 11:00 ~ 1:20 (140분)  |                |
|      | 9월 21일  | 각설탕                    | 토요일 밤 11:00 ~ 1:05 (125분)  | 추석 특선 영화 |
|      | 9월 28일  | 엘시크레토, 비밀의 눈동자 | 토요일 밤 11:00 ~ 1:10 (130분)  |                |
|      | 10월 5일  | 존 말코비치 되기          | 토요일 밤 11:00 ~ 12:55 (115분) |                |
|      | 10월 12일 | 토탈 리콜                 | 토요일 밤 11:00 ~ 12:55 (115분) |                |
|      | 10월 26일 | 로얄 어페어               | 토요일 밤 11:00 ~ 1:20 (140분)  |                |
|      | 11월 2일  | 줄리아                    | 토요일 밤 11:00 ~ 12:55 (115분) |                |
|      | 11월 9일  | 마이클 클레이튼           | 토요일 밤 11:00 ~ 1:00 (120분)  |                |
|      | 11월 16일 | 보리밭을 흔드는 바람      | 토요일 밤 11:00 ~ 1:05 (125분)  |                |
|      | 11월 23일 | 시실리안                  | 토요일 밤 11:00 ~ 1:00 (120분)  |                |
|      | 11월 30일 | 팅커 테일러 솔저 스파이   | 토요일 밤 11:00 ~ 1:10 (130분)  |                |
|      | 12월 7일  | 남아있는 나날             | 토요일 밤 11:00 ~ 1:20 (140분)  |                |
|      | 12월 14일 | 셰익스피어 인 러브        | 토요일 밤 11:00 ~ 1:05 (125분)  |                |
|      | 12월 21일 | 로맨틱 홀리데이           | 토요일 밤 11:00 ~ 1:15 (135분)  |                |
|      | 12월 28일 | 인도차이나                | 토요일 밤 11:00 ~ 1:40 (160분)  |                |

### 2014년
| 방송일    | 제목 (원제)           |
| --------- | --------------------- |
| 1월 4일   | 데드 맨 워킹          |
| 1월 11일  | 타워링                |
| 1월 18일  | 어웨이 프롬 허        |
| 1월 25일  | 음식남녀              |
| 2월 1일   | 스타 탄생             |
| 2월 8일   | 21그램                |
| 2월 15일  | 까미유 끌로델         |
| 2월 22일  | 필라델피아            |
| 3월 1일   | 브레이브 하트         |
| 3월 8일   | 펠리칸 브리프         |
| 3월 15일  | 조 블랙의 사랑        |
| 3월 22일  | 순수의 시대           |
| 3월 29일  | 쉘 위 댄스            |
| 4월 5일   | 애니 홀               |
| 4월 12일  | 굿모닝 베트남         |
| 4월 19일  | 비스트                |
| 4월 26일  | 클래스                |
| 5월 3일   | 미션                  |
| 5월 10일  | 타인의 삶             |
| 5월 17일  | 인사이더              |
| 5월 24일  | 슬럼독 밀리어네어     |
| 5월 31일  | 레이                  |
| 6월 7일   | 디어 헌터             |
| 6월 14일  | 쉰들러 리스트         |
| 6월 21일  | 진주만                |
| 6월 28일  | 머나먼 다리           |
| 7월 5일   | 7월 4일생             |
| 7월 12일  | 에비타                |
| 7월 19일  | 테스                  |
| 7월 26일  | 서부전선 이상없다     |
| 8월 2일   | 허트 로커             |
| 8월 9일   | 굿바이 칠드런         |
| 8월 16일  | 타임 투 킬            |
| 8월 23일  | 질주                  |
| 9월 6일   | 여인의 향기           |
| 9월 13일  | 글래디에이터          |
| 9월 20일  | 아버지의 이름으로     |
| 9월 27일  | 세 얼간이             |
| 10월 4일  | 네트워크              |
| 10월 11일 | 라이언 일병 구하기    |
| 10월 18일 | 골든 에이지           |
| 10월 25일 | 프랑스 중위의 여자    |
| 11월 1일  | 매디슨 카운티의 다리  |
| 11월 8일  | 어톤먼트              |
| 11월 15일 | 대부                  |
| 11월 22일 | 대부                  |
| 12월 6일  | 드림걸즈              |
| 12월 13일 | 사랑도 통역이 되나요? |
| 12월 20일 | 브리짓 존스의 일기    |
| 12월 27일 | 체인질링              |

### 2015년
| 방송일    | 제목 (원제)             | 비고           |
| --------- | ----------------------- | -------------- |
| 1월 3일   | 사랑과 영혼             |                |
| 1월 10일  | 분노의 역류             |                |
| 1월 17일  | 팅커 테일러 솔저 스파이 |                |
| 1월 24일  | 소셜 네트워크           |                |
| 1월 31일  | 러브 레터               |                |
| 2월 7일   | 크림슨 타이드           |                |
| 2월 14일  | 로맨틱 홀리데이         |                |
| 2월 21일  | 킹스 스피치             |                |
| 2월 28일  | 크레이트 뷰티           |                |
| 3월 7일   | 용서받지 못한 자        |                |
| 3월 14일  | U-571                   |                |
| 3월 21일  | 남아있는 나날           |                |
| 3월 28일  | 아무르                  |                |
| 4월 4일   | 탑 건                   |                |
| 4월 11일  | 와호장룡                |                |
| 4월 18일  | 레미제라블              |                |
| 4월 25일  | 성난 황소               |                |
| 5월 2일   | 빌리 엘리어트           |                |
| 5월 9일   | 그렇게 아버지가 된다    |                |
| 5월 16일  | 스타워즈: 새로운 희망   |                |
| 5월 23일  | 스타워즈: 제국의 역습   |                |
| 5월 30일  | 스타워즈: 제다이의 귀환 |                |
| 6월 6일   | 굿모닝 베트남           |                |
| 6월 13일  | 유주얼 서스펙트         |                |
| 6월 20일  | 셰익스피어 인 러브      |                |
| 6월 27일  | 씬 레드 라인            |                |
| 7월 4일   | 데드 맨 워킹            |                |
| 7월 11일  | 돈키호테                |                |
| 7월 18일  | 미시시피 버닝           |                |
| 7월 25일  | 프랑스 중위의 여자      |                |
| 8월 1일   | 심야의 탈주             |                |
| 8월 8일   | 죽은 시인의 사회        |                |
| 8월 15일  | 진주만                  |                |
| 8월 22일  | 석양의 건맨             |                |
| 9월 5일   | 아마겟돈                |                |
| 9월 12일  | 멀홀랜드 드라이브       |                |
| 9월 26일  | 스타워즈: 클론의 습격   | 추석 특선 영화 |
| 10월 3일  | 유 콜 잇 러브           |                |
| 10월 10일 | 의뢰인                  |                |
| 10월 17일 | 에이리언                |                |
| 10월 24일 | 마지막 4중주            |                |
| 10월 31일 | 인도차이나              |                |
| 11월 7일  | 맨 온 파이어            |                |
| 11월 14일 | 세 얼간이               |                |
| 11월 21일 | 바텔                    |                |
| 11월 28일 | 지붕 위의 바이올린      |                |
| 12월 5일  | 오만과 편견             |                |
| 12월 12일 | 메멘토                  |                |
| 12월 19일 | 사랑과 영혼             |                |
| 12월 26일 | 로미오와 줄리엣         |                |

### 2016년
| 방송일    | 제목 (원제)                     |
| --------- | ------------------------------- |
| 1월 2일   | 로마의 휴일                     |
| 1월 9일   | 매디슨 카운티의 다리            |
| 1월 16일  | 잉글리쉬 페이션트               |
| 1월 23일  | 굿바이 칠드런                   |
| 1월 30일  | 의혹                            |
| 2월 6일   | 와호장룡                        |
| 2월 13일  | 트루먼 쇼                       |
| 2월 20일  | 신데렐라 맨                     |
| 2월 27일  | 클라우즈 오브 실스마리아        |
| 3월 5일   | 레이                            |
| 3월 12일  | 지옥의 묵시록                   |
| 3월 19일  | 시네마 천국                     |
| 3월 26일  | 21그램                          |
| 4월 2일   | 카포티                          |
| 4월 9일   | 브리짓 존스의 일기              |
| 4월 16일  | 엘시크레토: 비밀의 눈동자       |
| 4월 23일  | 로미오와 줄리엣                 |
| 4월 30일  | 엔젤스 셰어: 천사를 위한 위스키 |
| 5월 7일   | 콜드 마운틴                     |
| 5월 21일  | 작은 신의 아이들                |
| 5월 28일  | 소셜 네트워크                   |
| 6월 4일   | 양들의 침묵                     |
| 6월 11일  | 위트니스                        |
| 6월 18일  | 아무르                          |
| 6월 25일  | 맥아더                          |
| 7월 2일   | 뷰티풀 마인드                   |
| 7월 9일   | 란                              |
| 7월 16일  | 시카고                          |
| 7월 23일  | 보통 사람들                     |
| 7월 30일  | 마이너리티 리포트               |
| 8월 7일   | 언터처블                        |
| 8월 13일  | 라이언 일병 구하기              |
| 8월 20일  | 애정의 조건                     |
| 9월 3일   | 델마와 루이스                   |
| 9월 10일  | 킹스 스피치                     |
| 9월 17일  | 무간도                          |
| 9월 24일  | 이퀼리브리엄                    |
| 10월 1일  | 에이 아이                       |
| 10월 8일  | 브레이브 하트                   |
| 10월 15일 | 오다기리 죠의 도쿄 타워         |
| 10월 22일 | 플래툰                          |
| 10월 29일 | 초콜릿                          |
| 11월 5일  | 패트리어트 - 늪 속의 여우       |
| 11월 12일 | 피아니스트                      |
| 11월 19일 | 안나 카레니나                   |
| 11월 26일 | 체인질링                        |
| 12월 3일  | 미지와의 조우                   |
| 12월 10일 | 아비정전                        |
| 12월 17일 | 세렌디피티                      |
| 12월 24일 | 쿼바디스                        |
| 12월 31일 | 아이, 로봇                      |

### 2017년
| 방송일    | 제목 (원제)                   |
| --------- | ----------------------------- |
| 1월 7일   | 쉰들러 리스트                 |
| 1월 14일  | 어 퓨 굿 맨                   |
| 1월 21일  | 천장지구                      |
| 1월 28일  | 우주 전쟁                     |
| 2월 4일   | 필라델피아                    |
| 2월 11일  | 세상의 중심에서 사랑을 외치다 |
| 2월 18일  | K-19 위도우메이커             |
| 2월 25일  | 12 몽키즈                     |
| 3월 4일   | 에이리언                      |
| 3월 11일  | 해리가 샐리를 만났을 때       |
| 3월 18일  | 제리 맥과이어                 |
| 3월 25일  | 아폴로 13                     |
| 4월 1일   | 어톤먼트                      |
| 4월 8일   | 파워 오브 원                  |
| 4월 15일  | 폭스캐처                      |
| 4월 22일  | 테스                          |
| 4월 29일  | 와일드 번치                   |
| 5월 6일   | 어바웃 어 보이                |
| 5월 13일  | 사우스포                      |
| 5월 20일  | 킹콩                          |
| 5월 27일  | 아무도 머물지 않았다          |
| 6월 3일   | 가을의 전설                   |
| 6월 10일  | 스포트라이트                  |
| 6월 17일  | 제로 법칙의 비밀              |
| 6월 24일  | 아웃 오브 아프리카            |
| 7월 1일   | 리플리                        |
| 7월 8일   | 오만과 편견                   |
| 7월 15일  | 흑성탈출                      |
| 7월 22일  | 파 앤드 어웨이                |
| 7월 29일  | 아이덴티티                    |
| 8월 5일   | 위플래쉬                      |
| 8월 12일  | 굿 윌 헌팅                    |
| 8월 19일  | 신데렐라 맨                   |
| 9월 2일   | 디피티드                      |
| 9월 9일   | 그랜 토리노                   |
| 9월 16일  | 머드                          |
| 9월 23일  | 의혹                          |
| 9월 30일  | 베스트 오퍼                   |
| 10월 7일  | 타이타닉                      |
| 10월 14일 | 타워링                        |
| 10월 21일 | 유브 갓 메일                  |
| 10월 28일 | 일대종사                      |
| 11월 4일  | 시카리오: 암살자의 도시       |
| 11월 11일 | 용서받지 못한 자              |
| 11월 18일 | 링컨                          |
| 11월 25일 | 레인맨                        |
| 12월 2일  | 싸인                          |
| 12월 9일  | 그녀                          |
| 12월 16일 | 와호장룡                      |
| 12월 23일 | 미션                          |
| 12월 30일 | 사랑과 영혼                   |

### 2018년
| 방송일    | 제목 (원제)                       |
| --------- | --------------------------------- |
| 1월 6일   | 워 웨건                           |
| 1월 13일  | 마스터 앤드 커맨더: 위대한 정복자 |
| 1월 20일  | 인생은 아름다워                   |
| 1월 27일  | 지니어스                          |
| 2월 3일   | 코멘체로스                        |
| 2월 10일  | 세 얼간이                         |
| 2월 17일  | 라이언                            |
| 2월 24일  | 레이디 호크                       |
| 3월 3일   | 뷰티풀 마인드                     |
| 3월 10일  | 맨체스터 바이 더 씨               |
| 3월 17일  | 바이킹                            |
| 3월 24일  | 무간도                            |
| 3월 31일  | 패션 오브 크라이스트              |
| 4월 7일   | 무기여 잘 있거라                  |
| 4월 14일  | 로드 투 퍼디션                    |
| 4월 21일  | 남아있는 나날                     |
| 4월 28일  | 아버지의 초상                     |
| 5월 5일   | 황야의 7인                        |
| 5월 12일  | 석양의 무법자                     |
| 5월 19일  | 석양의 건맨                       |
| 5월 26일  | 평원의 무법자                     |
| 6월 2일   | 지금, 만나러 갑니다               |
| 6월 9일   | 가을의 전설                       |
| 6월 16일  | 아웃 오브 아프리카                |
| 6월 23일  | 엠마                              |
| 6월 30일  | 피아리스트                        |
| 7월 7일   | 파 앤드 어웨이                    |
| 7월 14일  | 그 여자 작사 그 남자 작곡         |
| 7월 21일  | 오만과 편견                       |
| 7월 28일  | 트루 라이즈                       |
| 8월 4일   | 페이첵                            |
| 8월 11일  | 우주전쟁                          |
| 8월 18일  | 매버릭                            |
| 9월 1일   | 레인맨                            |
| 9월 8일   | 보디가드                          |
| 9월 15일  | 패트리어트-늪 속의 여우           |
| 9월 22일  | 타이타닉                          |
| 9월 29일  | 장고                              |
| 10월 6일  | 플래툰                            |
| 10월 13일 | 토탈 리콜                         |
| 10월 20일 | 로미오와 줄리엣                   |
| 10월 27일 | 어느 멋진 날                      |
| 11월 3일  | 4인의 프로페셔널                  |
| 11월 10일 | 사랑의 블랙홀                     |
| 11월 17일 | 십계 1부                          |
| 11월 24일 | 십계 2부                          |
| 12월 1일  | 페인티드 베일                     |
| 12월 8일  | 500일의 썸머                      |
| 12월 15일 | 웨딩 싱어                         |
| 12월 22일 | 바람과 함께 사라지다              |
| 12월 29일 | 바람과 함께 사라지다              |

### 2019년
| 회차 | 방송일                  | 제목 (원제)                     | 비고 |
| ---- | ----------------------- | ------------------------------- | ---- |
|      | 1월 5일                 | 로마의 휴일                     |      |
|      | 1월 12일                | 포레스트 검프                   |      |
|      | 1월 19일                | 사랑할 때 버려야 할 아끼운 것들 |      |
|      | 1월 26일                | 해리가 샐리를 만났을 때         |      |
|      | 2월 2일                 | 쉰들러 리스트                   |      |
|      | 2월 9일                 | 사운드 오브 뮤직                |      |
|      | 2월 16일                | 플립                            |      |
|      | 2월 23일                | 위트니스                        |      |
|      | 3월 2일                 | 로맨틱 홀리데이                 |      |
|      | 3월 9일                 | 사관과 신사                     |      |
|      | 3월 16일                | 콜드 마운틴                     |      |
|      | 3월 23일                | 조 블랙의 사랑                  |      |
|      | 3월 30일                | 트럼프                          |      |
|      | 4월 6일                 | 리플리                          |      |
|      | 4월 13일                | 엑소더스: 신들과 왕들           |      |
|      | 4월 20일                | 사랑도 통역이 되나요            |      |
|      | 4월 27일                | 미스 리틀 선사인                |      |
|      | 5월 4일                 | 라이프 오브 파이                |      |
|      | 5월 11일                | 터미네이터 2 : 심판의 날        |      |
|      | 5월 18일                | 옥토버 스카이                   |      |
|      | 5월 25일                | 일대종사                        |      |
|      | 6월 1일                 | 보이후드                        |      |
|      | 6월 8일                 | 메리에겐 뭔가 특별한 것이 있다  |      |
|      | 6월 15일                | OK 목장의 결투                  |      |
|      | 6월 22일                | 그랜드 듀얼                     |      |
|      | 6월 29일                | 장군에게 총알을                 |      |
|      | 7월 6일                 | 옛날 옛적 서부에서              |      |
|      | 7월 13일                | 필라델피아                      |      |
|      | 7월 20일                | 디스트릭트 9                    |      |
|      | 7월 27일                | 석양의 건맨                     |      |
|      | 8월 3일                 | 양들의 침묵                     |      |
|      | 8월 10일                | 댓 싱 유 두                     |      |
|      | 8월 17일                | 프레데터                        |      |
|      | 9월 13일                | 조 블랙의 사랑                  |      |
|      | 9월 27일 (→9월 28일)    | 석양의 무법자                   |      |
|      | 10월 26일 (→10월 27일)  | 미시시피 버닝                   |      |
|      | 11월 30일 (→ 12월 1일)  | 스탠 바이 미                    |      |
|      | 12월 27일 (→ 12월 28일) | 가위손                          |      |

### 2021년
| 회차 | 방송일    | 제목 (원제)              | 비고 |
| ---- | --------- | ------------------------ | ---- |
|      | 1월 2일   | 트루먼 쇼                |      |
|      | 1월 9일   | 말할 수 없는 비밀        |      |
|      | 1월 16일  | 브레이브 하트            |      |
|      | 1월 23일  | 페인티드 베일            |      |
|      | 1월 30일  | 드라이빙 미스 데이지     |      |
|      | 2월 6일   | 굿 윌 헌팅               |      |
|      | 2월 13일  | 악마는 프라다를 입는다   |      |
|      | 2월 20일  | 나우 앤 덴               |      |
|      | 2월 27일  | 어 퓨 굿 맨              |      |
|      | 3월 6일   | 당갈                     |      |
|      | 3월 13일  | 여인의 향기              |      |
|      | 3월 20일  | 마빈의 방                |      |
|      | 3월 27일  | 필라델피아               |      |
|      | 4월 3일   | 옛날 옛적 서부에서       |      |
|      | 4월 10일  | 이보다 더 좋을 순 없다   |      |
|      | 4월 17일  | 화양연화                 |      |
|      | 4월 24일  | 라이프 오브 파이         |      |
|      | 5월 1일   | 퓨리                     |      |
|      | 5월 8일   | 보이후드                 |      |
|      | 5월 15일  | 빠삐용                   |      |
|      | 5월 22일  | 나바론 요새              |      |
|      | 5월 29일  | 타이타닉                 |      |
|      | 6월 5일   | 단테스 피크              |      |
|      | 6월 12일  | 콜드 마운틴              |      |
|      | 6월 19일  | 바람과 라이온            |      |
|      | 6월 26일  | 블랙 호크 다운           |      |
|      | 7월 3일   | 그랜드 듀얼              |      |
|      | 7월 10일  | 레전드 오브 조로         |      |
|      | 7월 17일  | 맨 인 블랙2              |      |
|      | 7월 24일  | 페이스 오프              |      |
|      | 7월 31일  | 리플리                   |      |
|      | 8월 7일   | 시애틀의 잠 못 이루는 밤 |      |
|      | 8월 14일  | 황야의 분노              |      |
|      | 8월 21일  | 테스                     |      |
|      | 9월 4일   | 진주 귀걸이를 한 소녀    |      |
|      | 9월 11일  | OK목장의 결투            |      |
|      | 9월 18일  | 시카고                   |      |
|      | 9월 25일  | 조 블랙의 사랑           |      |
|      | 10월 2일  | 정무문: 100대 1의 전설   |      |
|      | 10월 9일  | 장고                     |      |
|      | 10월 16일 | 스팅                     |      |
|      | 10월 23일 | 에브리바디스 파인        |      |
|      | 10월 30일 | 이퀄리브리엄             |      |
|      | 11월 6일  | 평원의 무법자            |      |
|      | 11월 13일 | 천장지구2                |      |
|      | 11월 20일 | 안나 카레니나            |      |
|      | 11월 27일 | 로렌조 오일              |      |
|      | 12월 4일  | 매디슨 카운티의 다리     |      |
|      | 12월 11일 | 링고의 귀환              |      |
|      | 12월 18일 | 가을의 전설              |      |
|      | 12월 25일 | 사브리나                 |      |

### 2022년
| 회차 | 방송일             | 제목 (원제)          | 비고 |
| ---- | ------------------ | -------------------- | ---- |
|      | 1월 1일            | 로마의 휴일          |      |
|      | 1월 8일            | 리턴 오브 사바타     |      |
|      | 1월 15일           | 위트니스             |      |
|      | 1월 22일           | 십계                 |      |
|      | 1월 29일           | 십계                 |      |
|      | 2월 5일            | 무간도               |      |
|      | 2월 12일           | 세렌디피티           |      |
|      | 2월 19일           | 세인트               |      |
|      | 2월 26일           | 석양의 무법자        |      |
|      | 3월 5일            | 콰이강의 다리        |      |
|      | 3월 12일           | 정오에서 3시까지     |      |
|      | 3월 19일           | 글래디에이터         |      |
|      | 3월 26일           | 작전명 발키리        |      |
|      | 4월 2일            | 더 브레이브          |      |
|      | 4월 9일            | 인사이드 맨          |      |
|      | 4월 16일           | 콜래트럴             |      |
|      | 4월 23일           | 크레이머 대 크레이머 |      |
|      | 4월 30일           | 다빈치 코드          |      |
|      | 5월 7일            | 포레스트 검프        |      |
|      | 5월 14일           | 조강지처 클럽        |      |
|      | 5월 21일           | 마이 페어 레이디     |      |
|      | 5월 28일           | 캐치 미 이프 유 캔   |      |
|      | 6월 4일            | 플래툰               |      |
|      | 6월 11일           | 황야의 동업자        |      |
|      | 6월 18일           | 굿 윌 헌팅           |      |
|      | 6월 25일           | 라이언 일병 구하기   |      |
|      | 7월 2일            | OK 목장의 결투       |      |
|      | 7월 9일            | 나바론 요새          |      |
|      | 7월 16일           | 장군에게 총알을      |      |
|      | 7월 23일           | 메멘토               |      |
|      | 7월 30일           | 아웃 오브 아프리카   |      |
|      | 8월 6일            | 파 앤드 어웨이       |      |
|      | 8월 13일           | 새벽의 7인           |      |
|      | 8월 20일           | 여인의 향기          |      |
|      | 9월 3일            | 수색자               |      |
|      | 9월 10일           | 취권 2               |      |
|      | 9월 17일           | 아마데우스           |      |
|      | 9월 24일           | 겟어웨이             |      |
|      | 10월 1일           | 제리 맥과이어        |      |
|      | 10월 8일           | 오페라의 유령        |      |
|      | 10월 15일          | 블리트               |      |
|      | 10월 22일          | 그랜 토리노          |      |
|      | 10월 29일          | 잭 리처              |      |
|      | 11월 5일           | 오션스 일레븐        |      |
|      | 11월 12일          | 용서받지 못한 자     |      |
|      | 11월 19일          | 성룡의 나이스 가이   |      |
|      | 11월 26일          | 드라큘라             |      |
|      | 12월 3일 12월 10일 | 바람과 함께 사라지다 |      |
|      | 12월 17일          | 성룡의 홍번구        |      |
|      | 12월 24일          | 스타 이즈 본         |      |
|      | 12월 31일          | 닥터 지바고          |      |

### 2023년
| 회차 | 방송일           | 제목 (원제)                     | 비고 |
| ---- | ---------------- | ------------------------------- | ---- |
|      | 1월 7일          | 천일의 스캔들                   |      |
|      | 1월 14일         | 골든 에이지                     |      |
|      | 1월 21일         | 분노의 질주:더 오리지널         |      |
|      | 1월 28일         | 자칼                            |      |
|      | 2월 4일          | 12 몽키즈                       |      |
|      | 2월 11일         | 로미오와 줄리엣                 |      |
|      | 2월 18일         | 냉정과 열정 사이                |      |
|      | 2월 25일         | 매버릭                          |      |
|      | 3월 4일 3월 11일 | 스파르타쿠스                    |      |
|      | 3월 18일         | 전선 위의 참새                  |      |
|      | 3월 25일         | 셰인                            |      |
|      | 4월 1일          | 라이어 라이어                   |      |
|      | 4월 8일          | 표적                            |      |
|      | 4월 15일         | 리오 브라보                     |      |
|      | 4월 22일         | 지. 아이. 제인                  |      |
|      | 4월 29일         | 미키 블루 아이즈                |      |
|      | 5월 6일          | 와호장룡                        |      |
|      | 5월 13일         | 퍼블릭 에너미                   |      |
|      | 5월 20일         | 델마와 루이스                   |      |
|      | 5월 27일         | 패신저스                        |      |
|      | 6월 3일          | 화양연화                        |      |
|      | 6월 10일         | 오만과 편견                     |      |
|      | 6월 17일         | 퓨리                            |      |
|      | 6월 24일         | 리턴 오브 사바타                |      |
|      | 7월 1일          | 금발이 너무해                   |      |
|      | 7월 8일          | 세인트                          |      |
|      | 7월 15일         | 가타카                          |      |
|      | 7월 22일         | 흐르는 강물처럼                 |      |
|      | 7월 29일         | 작전명 발키리                   |      |
|      | 8월 5일          | 터미네이터3                     |      |
|      | 8월 12일         | 말할 수 없는 비밀               |      |
|      | 8월 19일         | 페인티드 베일                   |      |
|      | 9월 2일          | 네 번의 결혼식과 한 번의 장례식 |      |
|      | 9월 9일          | 데드 맨 워킹                    |      |
|      | 9월 16일         | 콜드 마운틴                     |      |
|      | 9월 23일         | 센스 앤 센서빌리티              |      |
|      | 9월 30일         | 어 퓨 굿 맨                     |      |
|      | 10월 7일         | 어톤먼트                        |      |
|      | 10월 14일        | 세렌디피티                      |      |
|      | 10월 21일        | 플래툰                          |      |
|      | 10월 28일        | 옛날 옛적 서부에서              |      |
|      | 11월 4일         | 딥 임팩트                       |      |
|      | 11월 11일        | 2012                            |      |
|      | 11월 18일        | 다빈치 코드                     |      |
|      | 11월 25일        | 프랑스 중위의 여자              |      |
|      | 12월 2일         | 글래디에이터                    |      |
|      | 12월 9일         | 트루먼 쇼                       |      |
|      | 12월 16일        | 우주 전쟁                       |      |
|      | 12월 23일        | 턱시도                          |      |
|      | 12월 30일        | 진주 귀걸이를 한 소녀           |      |

### 2024년
| 회차 | 방송일              | 제목 (원제)             | 비고 |
| ---- | ------------------- | ----------------------- | ---- |
|      | 1월 6일             | 투모로우                |      |
|      | 1월 13일            | 가위손                  |      |
|      | 1월 20일            | 이프 온리               |      |
|      | 1월 27일            | 이보다 더 좋을 순 없다  |      |
|      | 2월 3일             | 기사 윌리엄             |      |
|      | 2월 10일            | 페이스 오프             |      |
|      | 2월 17일 2월 24일   | 까미유 끌로델           |      |
|      | 3월 2일 3월 9일     | 브레이브 하트           |      |
|      | 3월 16일            | 정무문 : 100대 1의 전설 |      |
|      | 3월 23일            | 엑소더스: 신들과 왕들   |      |
|      | 3월 30일            | 에어 포스 원            |      |
|      | 4월 6일             | 라이프 오브 파이        |      |
|      | 4월 13일            | 일루셔니스트            |      |
|      | 4월 20일            | 스파이더맨 : 홈커밍     |      |
|      | 4월 27일            | 히달고                  |      |
|      | 5월 4일             | 책상 서랍 속의 동화     |      |
|      | 5월 11일            | 어메이징 스파이더맨     |      |
|      | 5월 18일            | 길버트 그레이프         |      |
|      | 5월 25일            | 북샵                    |      |
|      | 6월 1일             | 천장지구2               |      |
|      | 6월 8일             | 하이랜더                |      |
|      | 6월 15일            | 슈퍼맨                  |      |
|      | 6월 22일            | 콰이강의 다리           |      |
|      | 6월 29일            | 장군에게 총알을         |      |
|      | 7월 6일             | 취권2                   |      |
|      | 7월 13일            | 퍼펙트 스톰             |      |
|      | 7월 20일            | 특전 유보트             |      |
|      | 7월 27일            | 아마데우스              |      |
|      | 8월 3일             | 블리트                  |      |
|      | 8월 10일            | 겟어웨이                |      |
|      | 8월 17일            | 알라모                  |      |
|      | 8월 31일 9월 7일    | 닥터 지바고             |      |
|      | 9월 14일            | 무인 곽원갑             |      |
|      | 9월 21일            | 11인의 카우보이         |      |
|      | 9월 28일            | 터미널                  |      |
|      | 10월 5일            | 성룡의 나이스 가이      |      |
|      | 10월 12일           | 잭 리처                 |      |
|      | 10월 19일 10월 26일 | 벤허                    |      |
|      | 11월 2일            | 바이스                  |      |
|      | 11월 9일            | 황야의 동업자           |      |
|      | 11월 16일           | 메멘토                  |      |
|      | 11월 23일           | 스타 이즈 본            |      |
|      | 11월 30일           | 쿼바디스                |      |
|      | 12월 7일            | 스테이션 7              |      |
|      | 12월 14일           | 마스크 오브 조로        |      |
|      | 12월 21일           | 여인의 향기             |      |
|      | 12월 28일           | 패닉 룸                 |      |

### 2025년
| 방송일   | 제목 (원제)                       |
| -------- | --------------------------------- |
| 1월 4일  | 파 앤드 어웨이                    |
| 1월 11일 | 패신저스                          |
| 1월 18일 | 어메이징 스파이더맨2              |
| 1월 25일 | 패트리어트-늪 속의 여우           |
| 2월 1일  | 인터스텔라                        |
| 2월 8일  | 엘리자베스                        |
| 2월 15일 | 골든 에이지                       |
| 2월 22일 | 블랙 호크 다운                    |
| 3월 1일  | 미이라                            |
| 3월 8일  | 지. 아이. 제인                    |
| 3월 15일 | 식스 센스                         |
| 3월 22일 | 애나 앤드 킹                      |
| 3월 29일 | 위대한 유산                       |
| 4월 5일  | 의적 로빈 후드                    |
| 4월 12일 | 스타게이트                        |
| 4월 19일 | 창문 넘어 도망친 100세 노인       |
| 4월 26일 | 마스터 앤드 커맨더: 위대한 정복자 |
| 5월 3일  | 쥬라기 공원                       |
| 5월 10일 | 이티                              |
| 5월 17일 | 가을의 전설                       |
| 5월 24일 | 천일의 스캔들                     |
| 5월 31일 | 프로페셔널                        |
| 6월 7일  | 금발이 너무해                     |
| 6월 14일 | 자칼                              |
| 6월 21일 | 머나먼 다리                       |
| 6월 28일 | 머나먼 다리                       |
| 7월 5일  | 매트릭스                          |
| 7월 12일 | 매트릭스 2: 리로디드              |
| 7월 19일 | 에린 브로코비치                   |
| 7월 26일 | 클리프행어                        |
| 8월 2일  | 마농의 샘                         |
| 8월 9일  | 마농의 샘2                        |
| 8월 16일 | 미드웨이                          |
| 8월 23일 | 새벽의 7인                        |

## 비고
인터넷 온에어 서비스는 저작권이 없는 프로그램인 이유가 있어 해당 프로그램은 제공이 불가능한 프로그램이다. 이유는 해당 방송사 측이 판권을 가지고 있지 않는 상태이기 때문이다.